# 毛簇茎石竹
毛簇茎石竹（学名：Dianthus repens var. scabripilosus）为石竹科石竹属下的一个变种。

## 扩展阅读
- 維基物種上的相關：毛簇茎石竹